# 李鼐
李鼐（1462年—1530年），字大用，一字公鼎，號雲岫，福建興化府仙遊縣人，民籍，明朝政治人物。

## 生平
李鼐是永樂十五年舉人李安曾孫，弘治十一年（1498年）福建鄉試第六十名舉人，三十八岁中式弘治十二年（1499年）己未科進士。授南京太常寺博士，協助纂修《明孝宗實錄》，正德四年（1509年）升南京陝西道監察御史，前往浙江清理軍伍，不久三次上疏請求辭官養母。忤刘瑾，夺职归。瑾诛，复起陕西道御史。未赴任，筑室白鹤山阳，著《读易札记》二卷，以漕政参象数，学者称“户部易”。卒年六十九。

## 家族
曾祖李安；祖父李驥；父李潮。母吳氏。慈侍下。
子李继宗（1498年-1556年），字绍先，号毅庵，嘉靖十年舉人，授廣東高州府推官，二十四年升任肇庆府同知，分管海防，三十五年抗倭殉国，享年59岁。孙李承祚（1540-1601），号梅谷，明末藏书家，水利专家。聚书3万余卷，专藏明代方志、倭防文献，《福建藏书史》称“闽中第一”。

## 引用
1. 1 2  乾隆《仙遊縣志·卷三十六·人物志四》：李鼐，字大用，安曾孫，宏治十二年進士，授南京太常博士，纂修孝廟實錄，擢南京陝西道監察御史，尋清戎浙江，三疏乞歸養母。
2. ↑  乾隆《仙遊縣志·卷二十九·選舉志一》：進士……明……李鼐 南京御史，有傳，弘治十二年己未倫文敘榜……舉人 明……李鼐 字大用，安曾孫，己未進士…… 俱宏治十一年戊午林士元榜
3. ↑  《明武宗毅皇帝實錄》·卷五十五：（正德四年閏九月）甲午授……行人徐盈、胡訓，太常博士李鼐，進士毛汝乾、賈運、王崧、楊琠俱為南京監察御史，盈福建道，訓雲南道，鼐陝西道，汝乾江西道，運廣東道，崧廣西道，琠山西道。
4. ↑  《仙游县志》：李鼐，字公鼎，汾阳里人。弘治己未进士，授南京户部主事。性刚直，三疏忤刘瑾，夺职归。瑾诛，复起陕西道御史。晚岁著《读易札记》，以漕政参象数，学者宗之。卒年六十九，葬白鹤山。
5. ↑  龚延明主编 (编). . 宁波: 宁波出版社. 2016. ISBN 978-7-5526-2320-8. 《天一閣藏明代科舉錄選刊.登科錄》之《弘治十二年己未科進士登科錄》